# 4004 Listʹev
A 4004 Listʹev (ideiglenes jelöléssel 1971 SN1) a Naprendszer kisbolygóövében található aszteroida. Krími Asztrofizikai Obszervatórium fedezte fel 1971. szeptember 16-án.